# The Inn of the Sixth Happiness
The Inn of the Sixth Happiness is een Amerikaanse oorlogsfilm uit 1958 onder regie van Mark Robson. Het scenario is gebaseerd op de biografie The Small Woman (1957) over de Britse zendeling Gladys Aylward. Destijds werd de film in Nederland uitgebracht onder de titel De herberg van het zesde geluk.

## Verhaal
Niemand heeft vertrouwen in het Britse dienstmeisje Gladys Aylward. Tijdens de Tweede Wereldoorlog schopt ze het toch tot missionaris. Na een bombardement moet ze een groep wezen door vijandelijk gebied leiden.

## Rolverdeling
| Acteur           | Personage                      |
| ---------------- | ------------------------------ |
| Ingrid Bergman   | Gladys Aylward                 |
| Curd Jürgens     | Kapitein Lin An                |
| Robert Donat     | Mandarijn van Yang Cheng       |
| Michael David    | Hok-A                          |
| Athene Seyler    | Jeannie Lawson                 |
| Ronald Squire    | Francis Jamison                |
| Moultrie Kelsall | Dokter Robinson                |
| Richard Wattis   | Mijnheer Murfin                |
| Peter Chong      | Yang                           |
| Tsai Chin        | Sui-Lan                        |
| Edith Sharpe     | Secretaresse van de missiepost |
| Joan Young       | Kokkin van Francis Jamison     |
| Lian-Shin Yang   | Vrouw met kind                 |
| Noel Hood        | Juffrouw Thompson              |
| Burt Kwouk       | Li                             |

## Prijzen en nominaties
| Jaar | Prijs  | Categorie   | Genomineerde(n) | Uitslag     |
| ---- | ------ | ----------- | --------------- | ----------- |
| 1958 | Oscars | Beste regie | Mark Robson     | Genomineerd |